# 聖母主教座堂 (維爾紐斯)

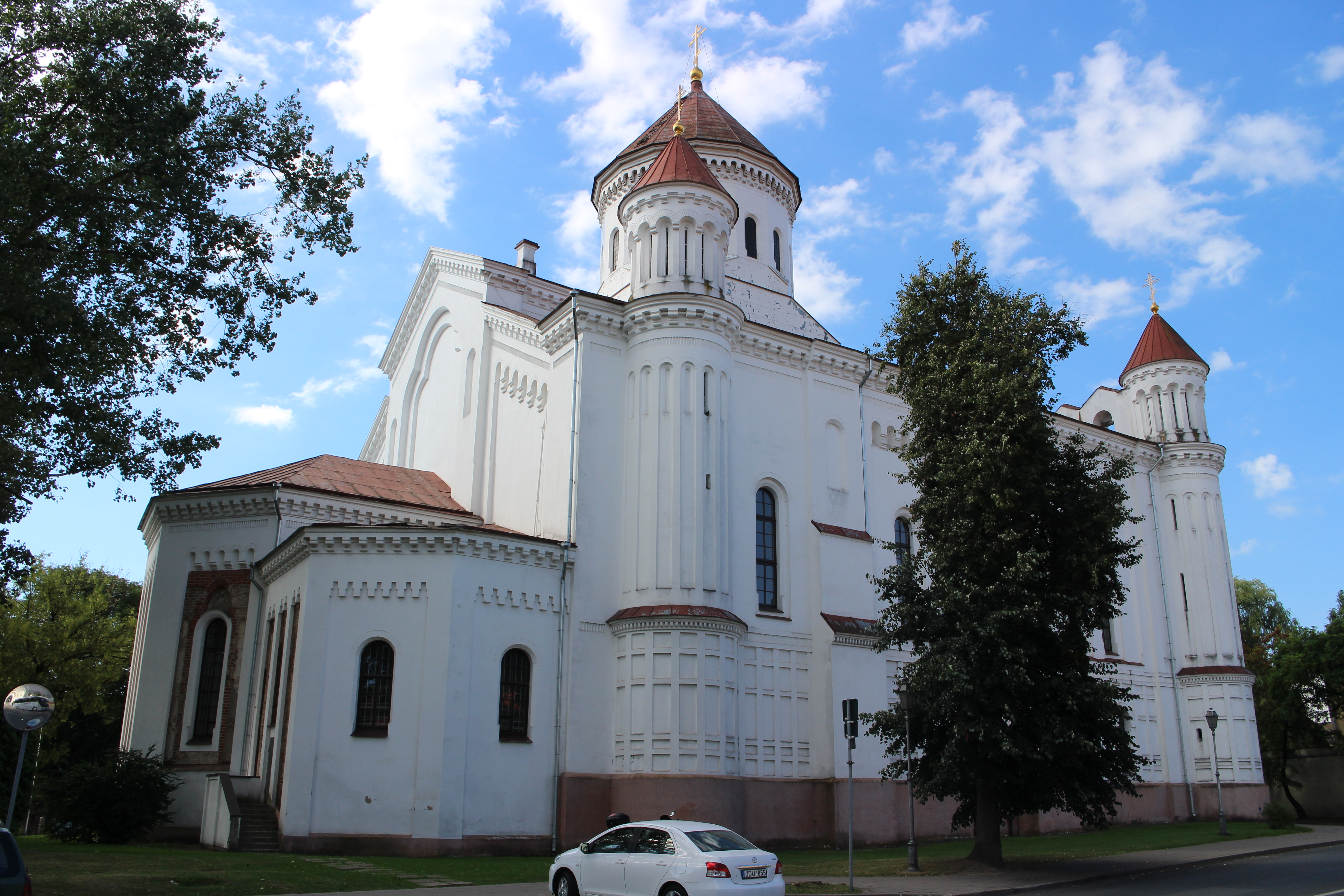
聖母主教座堂

聖母主教座堂是一座位於立陶宛首都維爾紐斯的教堂，也是立陶宛主要的東正教教堂之一。教堂始建於1346年，在1348年竣工。聖母主教座堂是立陶宛歷史最古老的教堂之一。教堂在歷史上經過多次重建。現在聖母主教座堂主要服務維爾紐斯的俄羅斯人和白俄羅斯人。